# 螺𩷶
螺𩷶，為輻鰭魚綱鯰形目𩷶鯰科的其中一種，為熱帶淡水魚，分布於亞洲蘇門答臘及婆羅洲東南部淡水流域，體長可達37.7公分，棲息在底層水域，生活習性不明。